# Новая Дегтянка
Новая Дегтянка — село в Сосновском районе Тамбовской области России. Входит в состав Дегтянского сельсовета.

## География
Новая Дегтянка расположена в пределах Окско-Донской равнины, на берегу реки Челновая. Фактически влилась в село Дегтянка (с юга) и в село Титовка (с севера).

## Население
| 2010 |
| ---- |
| 158  |

## Инфраструктура
Личное подсобное хозяйство.

## Транспорт
Имеется автобусное сообщение с районным центром и Тамбовом. Остановка общественного транспорта «Дегтянская Больница».